# Ормонт
Ормонт (њем. Ormont) општина је у њемачкој савезној држави Рајна-Палатинат. Једно је од 109 општинских средишта округа Вулканајфел. Према процјени из 2010. у општини је живјело 386 становника. Посједује регионалну шифру (AGS) 7233232.

## Географски и демографски подаци
Ормонт се налази у савезној држави Рајна-Палатинат у округу Вулканајфел. Општина се налази на надморској висини од 530 метара. Површина општине износи 12,4 km². У самом мјесту је, према процјени из 2010. године, живјело 386 становника. Просјечна густина становништва износи 31 становника/km².